# Дистрофия базальной мембраны эпителия
Дистрофия базальной мембраны эпителия (EBMD; map-dot-fingerprint) - расстройство, традиционно причисляемое к дистрофиям роговицы. Однако в отличие от типичной дистрофии оно часто поражает лишь один глаз либо степень поражения глаз разнится; оно редко встречается в нескольких поколениях одной семьи; скорость и степень развития поражения сильно разнится и флуктуирует. По новой классификации IC3D оно внесено в категорию 4 "с отсутствием убедительных свидетельств отдельной диагностической единицы".  Возможно, иногда это заболевание связано с геном TGFBI и передаётся в семьях по аутосомно-доминантному пути, однако с учётом вышеизложенного его предполагают пока называть не дистрофией, а дегенерацией роговицы.

## Альтернативные названия
- Map-dot-fingerprint dystrophy
- Дистрофия Когана - Cogan’s dystrophy
- Микрокистозная эпителиальная дистрофия Когана - Cogan microcystic epithelial dystrophy
- Дистрофия передней базальной мембраны - Anterior basement membrane dystrophy